# Национализация Суэцкого канала

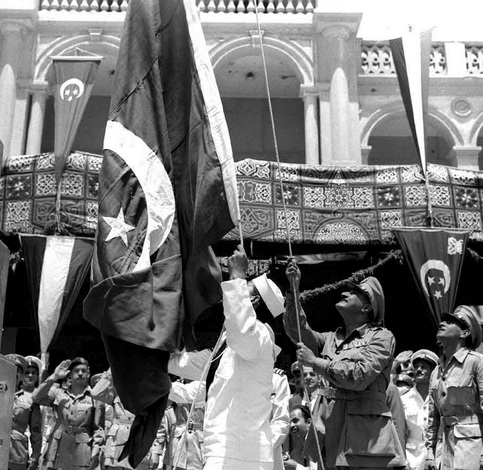
Поднятие флага Египта над Порт-Саидом на Суэцком канале в 1956.

Национализация Суэцкого канала (араб. تأميم قناة السويس‎) — процесс передачи Суэцкого канала в собственность Египта. Проведена президентом Египта Гамалем Абдель Насером 26 июля 1956 года. Решение Насера ожидаемо не понравилось Великобритании и Франции, которые фактически владели каналом. Национализация спровоцировала мировой кризис и войну.

## Предпосылки
17 ноября 1869 года состоялось официальное открытие Суэцкого канала. На тот момент Египту принадлежало 44 % всех акций компании Суэцкого канала, которые вскоре были выкуплены Британией у египетского правительства. Большая же часть акций (53 %) принадлежала французским инвесторам. После оккупации Египта Британией канал фактическими принадлежал англичанам, и лишь в 1936 году (в 1922 году номинально) Египет получил независимость, хотя по договору 1936 года британские войска всё ещё имели право находится на территории недалеко от Суэцкого канала вплоть до 1956 года. Нахождение британских войск в зоне канала воспринималось как оккупация и посягательство на суверенитет Египта.

Египтяне считали канал неотъемлемой частью своей территории и суверенитета, в то время как иностранная компания получала огромные прибыли.

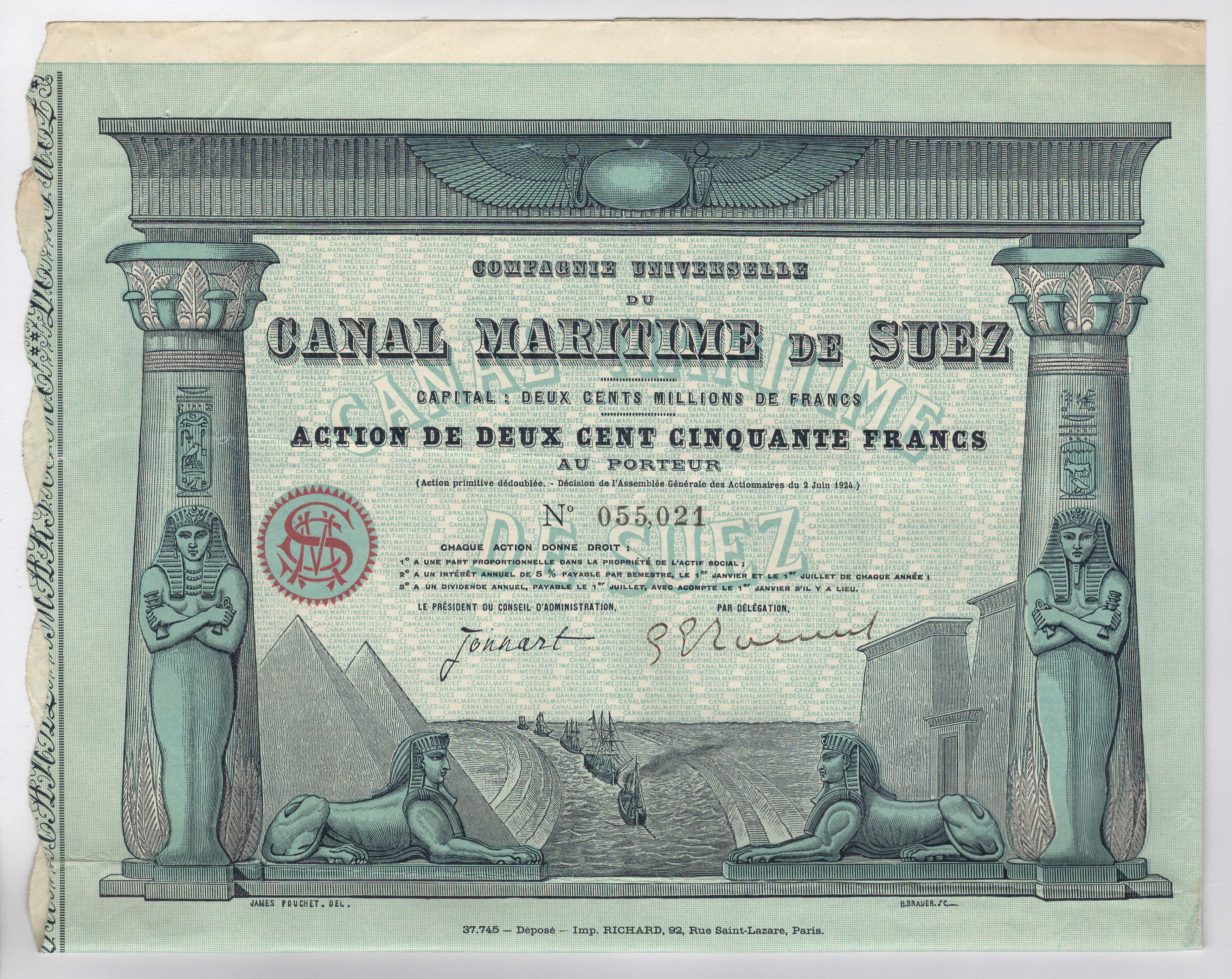
Акция компании Суэцкого канала

В 1951 году Мустафа Наххас Паша — лидер египетской националистической партии Вафд, победившей на выборах — аннулировал Англо-египетский договор 1936 года. Вскоре начались нападения на британских солдат. 25 января 1952 года британцы атаковали египетский полицейский участок в Исмаилии в зоне канала. При нападении около 50 египетских полицейских погибло, сотни получили ранения. Как реакция на это нападение, в Каире на следующий день произошли антибританские беспорядки, в ходе которых были разгромлены и сожжены офисы и предприятия западных компаний, было убито около 17 британцев (эти события известны как «Чёрная суббота»). Британцы пригрозили оккупировать Каир, и король Египта Фарук был вынужден отправить в отставку Нахас Пашу.
В июле 1952 года король Фарук был свергнут Советом революционного Командования, монархия была отменена и Египет был провозглашён республикой. Пост президента и премьер-министра вскоре занял Абдель Насер. Британское правительство вступило в переговоры с новым правительством о будущем Суэцкого канала. 19 октября 1954 года между сторонами был подписан договор сроком на 7 лет, предусматривающий эвакуацию британских войск из Египта к июню 1956 года. При этом британские военные базы должны были оставаться в зоне канала и поддерживаться британскими и египетскими гражданскими специалистами, в случае возникновения опасности каналу британские войска могли туда вернуться. Египет также обязался не препятствовать свободе судоходства по каналу.
Насер начал укреплять отношения с СССР, которые под руководством Никиты Хрущёва завоёвывали влияние в странах третьего мира, и закупил оружие у Чехословакии. Сближение Египта с СССР не понравилось США и они отменили финансирование Асуанской плотины, что вызвало недовольство у египетского правительства. Насер планировал профинансировать строительство Асуанской плотины доходами от Суэцкого канала.

## Ход событий

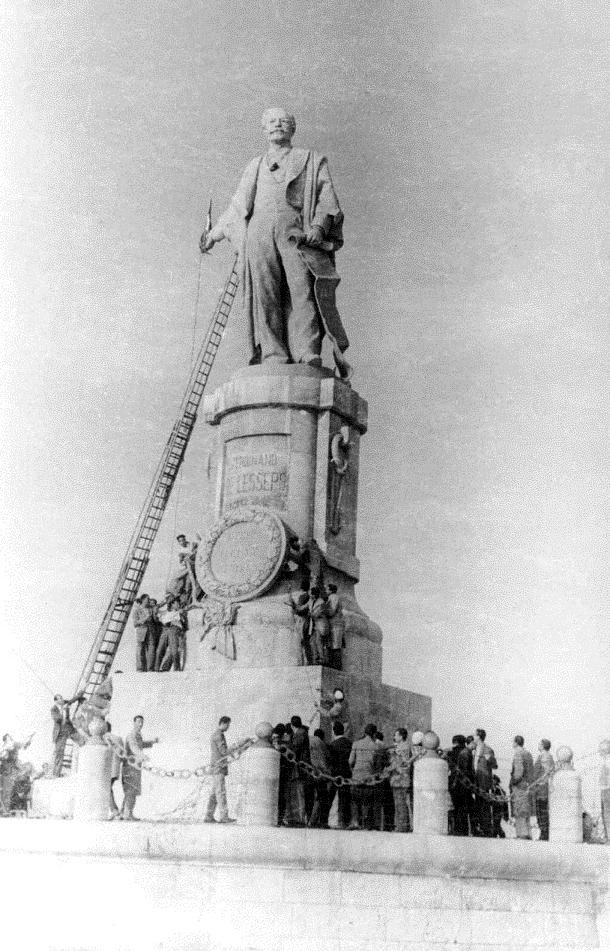
Демонтирование статуи главного архитектора Суэцкого канала француза Лессепса.

Гамаль Абдель Насер 26 июля 1956 года на площади Аль-Маншия в Александрии заявлил о национализации Суэцкого канала. 
Египет построил канал кровью и деньгами! Но его богатства грабили иностранные компании.
Он сообщил, что при строительстве канала погибли 120 тысяч египтян, что составило 3 % от тогдашнего населения страны в 4 миллиона человек. Однако по оценкам, основанным на официальных данных времён строительства канала, смертность во время строительства составила менее 1000 человек.
На следующий день египетские войска заняли офисы компании Суэцкого канала в Порт-Саиде и Суэце. Несмотря на смену владельцев, канал всё ещё продолжал функционировать.
Акционерам добровольно были выплачены все причитающиеся им суммы вовремя.

## Последствия

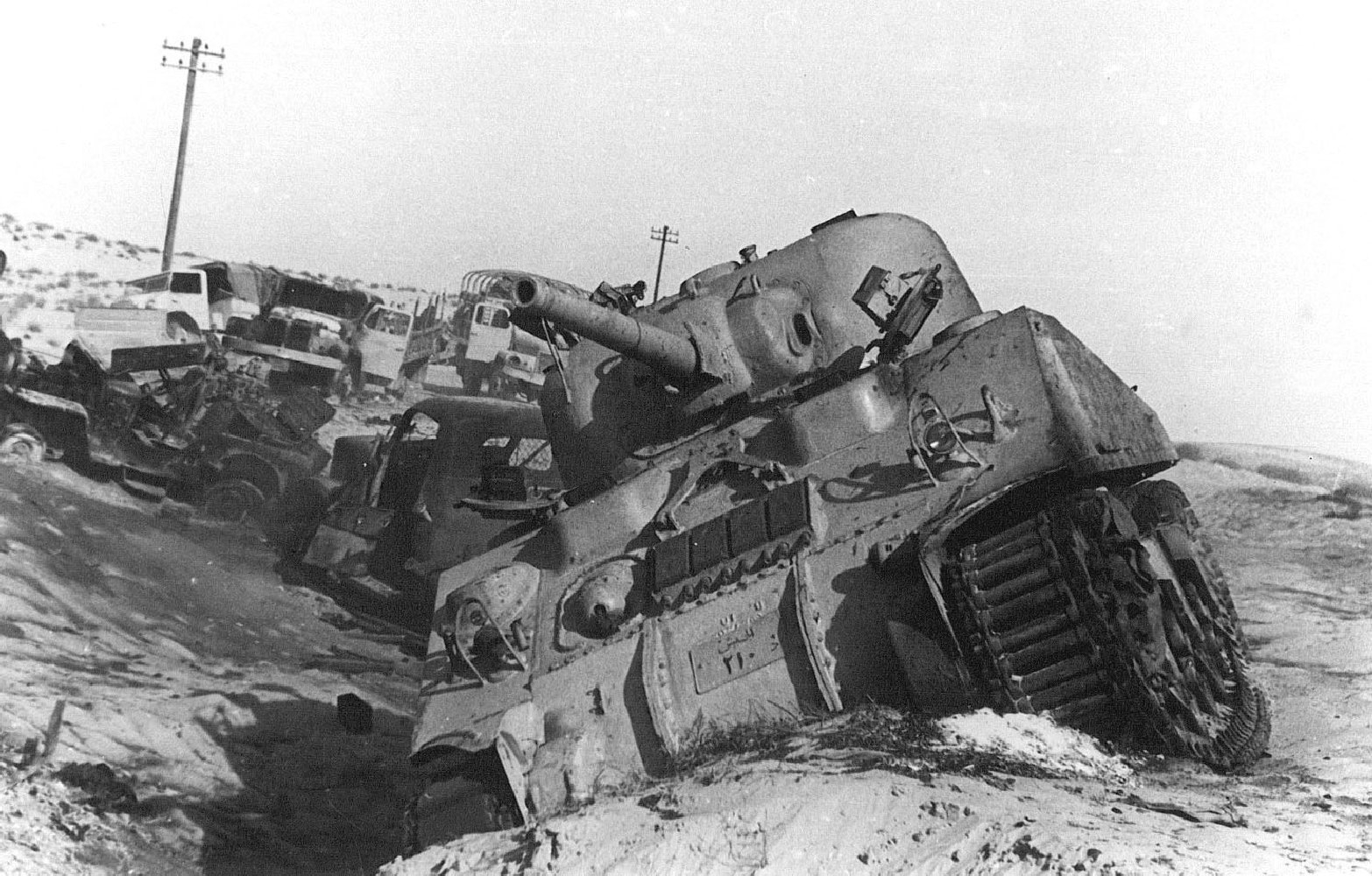
Уничтоженный египетский M4 «Шерман» на Синайском полуострове

После национализации Суэцкого канала Великобритания, Франция и Израиль предприняли военную операцию, что послужило собой начало войны, которая затем переросла в кризис. Интервентам не удалось достичь своих целей, что ознаменовало конец доминирования европейских держав, укрепив двуполярный мир во главе с США и СССР.